# Palaeopapia eous
Palaeopapia eous — викопний вид гусеподібних птахів, що існував в олігоцені на території Європи. Скам'янілі рештки знайдені в Англії на острові Уайт. Скам'янілість являє собою фрагмент грудини.